# Півче (Рівненський район)
Пі́вче — село у Рівненському районі Рівненської області. Розташоване на річці Збитинка. Населення — 375 осіб (за даними Верховної Ради України).
В селі є дитячий садок, медпункт, поштове відділення, 3 крамниці та сільрада.

## Назва
Півче — це документоване «Певче» («Пивче», «Певча»), що, як у ряді Більче, «Гольче» (Гільча), Кухче, має прикінцеве «ч», котре, розвинувшись із «к», разом з «е» вказує на приналежність, вимагаючи ніби запитання «чиє». З тих міркувань вихідним для назви могло стати «Півч(о)», що з «Півк(о)», котре допустимо трактувати як ім'я людини, похідне із старовинних формувань типу Пев(о)благ, Пев(о)рад чи новішого «Певень», засвідченого із XIV століття («Федько Певень, слуга Виленского тіуна», 1508 рік), «й бил нам челом ИгнатПевко», 1600 рік).
Але що означало таке «Півч(о), Певч(о)» («Півко», «Певко»)? Очевидно, «син Піва (Лева)», втіливши поняття «співучий», «з протяжним голосом» чи навіть «запальний», «задерикуватий», «буйний», «нападаючий».
Колишнє Певне закономірно дало Півче, де «і» розвинулось з «е». Проте важче з'ясувати документоване «Пивче», де «й» помилкове або «говіркове». І якщо останнє, то закономірно повинно би дати наше «й», формуюче назву «Пивче», що з «Пивко», котре легко зіставити з існуючим прізвищем Пиво («Степан Пиво, каневский мещанин», 1552 рік). А воно з ряду Пивовар, Пивоварко, Пивоварчук, де первісна ідея «пивовар» («броварник»). Допустимо це «й» трактувати говірковим.
Отже, Півче є певнішою історичною назвою, ніж допустиме Пивче, й означає «населений пункт, заснований Півком».
За фрагментами оповідей, тут, де Півче, куток Лісовики, у далекі часи осів на горі знаменитий будеразький півчий Озар, який на схилі літ залишив городищенську громаду й посвятив себе у схимники. Околишні поселяни любили й шанували схимника, не раз слухали його божественний спів, кажучи: «Стала гора „півчою“, бо живе тут півчий». Від того, мовляв, і назвали село Півче.

## Історія
Найдавніші вілі про Півче містить 1322 року акт, за яким 8 грудня луцько-волинський князь Любарт Гедимінович відписує Луцькій соборній церкві Іоана Богослова маєтності кількох сіл, серед которих називається після Будеража «Пивче», але, видно, помилково в записі «Пичеви».
Дарча грамота 1478 року в описі «будорожских дворищ» згадує якусь «Певчанскую грань», що, можливо, стосується границі майнових володінь двох суміжних осель. У наступному році зринає «Певчанский пруд», де споруджували на мсці прорваної нову висотну греблю.
За поборовим актом 1571 року, «на Певчем» брали повинності від звіриних ловів, лкових пасік, за поетапні зруби й корчунки. Крім того, «певчане» були зобов'язані навесні й восени виконувати шарваркові роботи. Скарга 1572 року звинувачує «певческих крестьян», котрі в урочищі «Дубраве» вдруге вирили звіриш пастки, висікли в молодняку 2 просіки. Під кінець 1583 року «Певче» сплачувало за 7 димів, 2 городи, обслуговувало змінно одну замкову городню Острога.
Поземельний акт 1596 року називає «в Певческом имении» околишні урочища «Важилово», «Каменка», «Ренче», «Дубраву», де здійснено розподіл визначених для «сервітутних» селян (утримуючих сирітських дітей) дводесятинні культивовані займи. Документи (скарги, донесення) 1648—1654 років кілька разів називають «Певче» («Пивче», «Пивча»), в околиці якого діяли козацько-селянські збройні загони, вступаючі в сутички з каральними шляхетськими наїздами.
За «трасакпією» (угодою) 1753 року, «село Пивче» переходить у володіння коронного канцлера Яна Малахівського, котрий збільшує тут відробітки на панщині забороняє безкоштовно збирати в лісі ягоди, гриби, викошувати галявини.
У поземельних планах, ескізах лсових дач 1770—1808 років село під іменем «Певче» (зрідка — «Пивче») зарисовують уздовж вулички з півночі на південь, що примикає до надрічкової низини, звідки її відгалуження здіймається на пологу висоту й крізь діброву прямує до забудов фільварку. За даними 1889 року, «с(ело) Певче при реч. Збьітенке волости Будеражской» мало 80 дворів, 688 мешканців, водяний млин, корчму, став, деревообробну майстерню.

## Населення
Згідно з переписом УРСР 1989 року чисельність наявного населення села становила 484 особи, з яких 228 чоловіків та 256 жінок.
За переписом населення України 2001 року в селі мешкали 373 особи.

### Мова
Розподіл населення за рідною мовою за даними перепису 2001 року:
| Мова       | Відсоток |
| ---------- | -------- |
| українська | 99,73 %  |
| російська  | 0,27 %   |

## Пам'ятки історії та культури
У селі є збудована в 1777 році на місці давньої церква Святого Чудотворця Миколи, де зберігалися цінні стародруки, рукописи, копії метричних книг з 1750 року, опис церконої землі площею понад 40 десятин, хроніка місцевих подій 1760—1803 років.
Околиця Півчого приховує сліди осель епохи неоліту — заключного періоду кам'яної доби, коли уже розвивалось гончарство, ткацтво, землеробство, тваринництво. Про це свідчать утрачені знахідки свердлених, шліфованих знарядь праці уламки глиняного посуду, рештки мисливської зброї, сліди кремінних, камінних майстерень.
Новішу добу засвідчують старовинні кургани, металовироби, закинуті сховища татарських лихоліть.

## Природа і відпочинок
Крім річки Збитинки Півче має безіменні струмки, меліоративні канали, іменовані Рови (Перші, Другі), джерельні кринички, серед котрих одну називають «Розкок», бо в однойменному закутку за формою малого рога, другу — «Струмок».
В Півчому існує ще кілька іменованих місць:
- Балаган — горбистий лан, де, кажуть, стояв балаган, тобто курінь;
- Березина — урочище в зарослях берези;
- Біля Павлуші — поле неподалік садиби Павлуші;
- Гірка — висотна дільниця;
- Бондарівна — місце, де мав свою землю Бондар;
- Діброва — околиця при дубовому гаю;
- До пасіки — пасовисько у напрямку пасіки;
- Загуменки — городи за гумнами (господарськими забудовами, токами);
- Задвір — ґрунти за колишнім панським двором;
- Займисько — довгий лан у бік Борщівки, оснований на праві так званого «першого зайняття»;
- Закорчма — околиця перед селом, де стояла корчма;
- Зацерква — дільниця за церквою;
- Звіринець — колишній лісозаповідник мізоцьких графів Карвицьких;
- Кам'янка — висотне місце з кар'єрним каменем;
- Кирилюки — дільниця неподалік могилок, де ніби першим осів Кирилюк;
- Клин — нива за формою клина (трикутника);
- Козацький сад — урочище з колишнім садом Козацького;
- Курган — старовинний могильник у напрямку села Білашова;
- Лісовики — старовинний в околиці церкви куток, де, кажуть, першими осіли лісоруби;
- Круча — горб із стрімчастими боками;
- Надгори — культивований лан, простягнутий на висоті;
- На «Дружбі» — ґрунти, через котрі проходить нафтомагістраль «Дружба»;
- На рівнязі — поле в урочищі Рівняга, де середвисотна рівнина («рівняга»);
- Підгора — культивовані чагарникові землі в околиці уже названої висоти Гора;
- Придаток — нивки, основані на додаткових наділах землі за кутком Лісовики;
- Проти ферми — забудови неподалік тваринної ферми;
- Ренче — поле, утворене ніби на маєтності власника Ренка, що від Рен «відродження», а за іншою версією, назва від того, що за цю землю платили «ренту»;
- Розкок — випас коло згаданої однойменної криниці;
- Самсони — забудови біля річки з садибами роду Самсонів;
- Село — центральна дільниця села;
- Шнур — довге вузьке поле, простягнуте ніби «під шнур»;
- Штани — сінокіс, що нагадує штани.